# درخت زاغ‌ها
درخت زاغ‌ها (انگلیسی: The Tree of Crows)  یک نقاشی رنگ روغن از کاسپار داوید فریدریش و متعلق به ۱۸۲۰ میلادی می‌باشد.